# کلاته نجف
کلاته نجف نام روستایی از توابع بخش انابد شهرستان بردسکن در استان خراسان رضوی است. این روستا در دهستان درونه قرار دارد و براساس سرشماری سال ۱۳۸۵ جمعیت آن ۳۱ نفر (۸ خانوار) بوده است.